# Mein Name ist Nobody
Mein Name ist Nobody (Originaltitel: Il mio nome è Nessuno) ist ein Italowestern mit einigen humorvollen Elementen von Tonino Valerii nach einer Idee von Sergio Leone. Die italienisch-deutsch-französische Koproduktion stammt aus dem Jahr 1973.

## Handlung
Im amerikanischen Südwesten hat sich der alternde Revolverheld Jack Beauregard viele Feinde gemacht. Zur Handlungszeit (1899) will er sich ohne großes Aufsehen nach Europa einschiffen, um sich dort zur Ruhe zu setzen.
Während er noch den Nachstellungen seiner Feinde, die ihn nicht so einfach gehen lassen wollen, geschickt ausweicht, trifft er auf das schräge Schlitzohr Nobody, einen seiner größten Bewunderer. Nobody ist fest dazu entschlossen, seinem Idol einen fulminanten, denkwürdigen Abgang zu verschaffen, und arrangiert gekonnt dessen Konfrontation mit der „Wilden Horde“, einer kampfstarken Bande aus 150 Outlaws.
Beauregard bleibt keine Wahl, so dass er tatsächlich mit einer letzten Heldentat in die Geschichte eingeht – er besiegt die Bande allein, indem er auf die mit Dynamit gefüllten Satteltaschen der Reiter schießt. Um sich ihrer Rache zu entziehen, lässt sich Beauregard anschließend von Nobody in einem medienwirksam inszenierten Duell zum Schein erschießen, wodurch Nobody zum Revolverhelden aufsteigt und Beauregard einem ungestörten Lebensabend entgegensehen kann. Auf dem Grabstein von Beauregard ist am Ende zu lesen: Nobody war schneller beim Ziehen, was allerdings in englischer Sprache auch als Niemand war schneller beim Ziehen gelesen werden kann.

## Produktionsnotizen
- Die Idee zum Film stammt von Sergio Leone, der auch als Co-Regisseur neben Tonino Valerii sowie als Produzent am Film beteiligt war. Für das Projekt gelang es ihm, Henry Fonda als Partner von Terence Hill zu gewinnen. Die Filmmusik komponierte Ennio Morricone.
- Gedreht wurde unter anderem in der Geisterstadt Mogollon im Bundesstaat New Mexico, außerdem im Indianerreservat Acoma Pueblo, der Geisterstadt Cabezon, der früheren Mission von  San Esteban Del Rey und in den Kalkdünen von White Sands ebenfalls in New Mexico. Es war einer der wenigen mit Sergio Leone verbundenen Filme, dessen Außenaufnahmen größtenteils in den Vereinigten Staaten von Amerika gemacht wurden. Die Filmaufnahmen dauerten neun Wochen.
- Für die Kostüme war Vera Marzot verantwortlich.

## Trivia
- Der Filmtitel zitiert die Odyssee: Odysseus überlistet den Polyphem, indem er sich als „Niemand“ zu erkennen gibt. Auf Jack Beauregards vermeintlichem Grabstein steht entsprechend: „Nobody was faster on the draw“.
- Für den Titel The Wild Horde arrangierte Morricone einen Ausschnitt aus Wagners Ritt der Walküren.
- Beim Scheinduell hört man eine Version von The man with the Harmonica aus dem Film Spiel mir das Lied vom Tod, ebenfalls von Ennio Morricone, sowie weitere Musikstücke, jedoch leicht verändert, aus Westernfilmen, in denen Henry Fonda einst mitwirkte.
- Bei der berühmten Duellszene im Saloon verpasst Nobody Don John (Marc Mazza) insgesamt 25 Ohrfeigen. John hat dabei keine Chance, zu ziehen, da Nobody abwechselnd zuschlägt, blitzschnell die beiden Waffen aus Johns Doppelholster herauszieht und wieder zurücksteckt. Eine ähnliche Duellszene beinhaltet bereits der Film Vier Fäuste für ein Halleluja (1971), in dem Terence Hill alias Trinity den Profi-Kartenspieler Wildcat Hendricks (Tony Norton) mehrfach ohrfeigt und dabei immer wieder den eigenen Revolver in rasendem Tempo zieht und wieder ins Holster steckt.
- In der Szene auf dem Indianer-Friedhof liest Nobody den Namen auf einem Grabstein als Sam Peckinpah, dies auch in der englischsprachigen Version. Bei genauerem Hinsehen entpuppt sich die Widmung auf dem Kreuz jedoch als „Sam Pekompek“.
- The Wild Bunch – Sie kannten kein Gesetz ist ein Film Sam Peckinpahs von 1969. Wild Bunch ist auch die englischsprachige Bezeichnung der „wilden Horde“ (im italienischen Original „Mucchio Selvaggio“) aus dem Nobody-Film.
- Der Kinostart des Films in der Bundesrepublik Deutschland war am 13. Dezember 1973, die Erstausstrahlung im deutschen Fernsehen am 17. August 1985 im Abendprogramm des ZDF[2][3].

## Soundtrack
Alle Kompositionen sind von Ennio Morricone, bis auf ein Zitat aus Richard Wagners Walkürenritt.

### Titelliste
Seite 1
1. Il mio nome è Nessuno (3:10)
2. Buona fortuna Jack (5:00)
3. Mucchio Selvaggio (2:40)
4. Se sei qualcuno è colpa mia (4:47)

Seite 2
1. Con I Migliori Auguri (2:00)
2. Uno Strano Barbiere (6:58)
3. Più delle Walkirie (2:18)
4. Una Insolita Attesa (2:00)
5. Balletto degli Specchi (1:30)
6. La Favola dell'Uccellino (1:44)

### Besetzung
- Alessandro Alessandroni: Kunstpfeifen
- I Cantori Moderni di Alessandro Alessandroni: Chor
- Arnaldo Graziosi: Piano, Keyboards
- Bruno Battisti D’Amario: Gitarre (Solo)
- Edda Dell’Orso: Gesang
- Gino Agostinelli: Trompete
- Giorgio Carnini: Synthesizer
- Marianne Gazzani Eckstein: Flöte
- Silvano Chimenti: E-Gitarre
- Vincenzo Restuccia: Perkussion

## Deutsche Fassung
Die deutsche Synchronbearbeitung fertigte die Rainer Brandt Filmproduktion, Berlin, an. Für Dialogbuch und Synchronregie war Rainer Brandt verantwortlich.

Nicht zuletzt aufgrund der deutschen Dialog-Erfindungen genießen die Nobody-Filme bis heute große Beliebtheit. Die Dialoge weichen oft nicht unerheblich von den ansonsten sprachlich eher schmuckloseren Originaldialogen ab. In gewisser Weise entwickelt so die deutsche Dialogebene ein Eigenleben und eine Eigendynamik gegenüber den ohnehin schon sehr originären übrigen filmischen Ebenen (Handlung, Schauspiel, Kameraführung, Kostüm/Ausstattung und Musik).
| Rolle                     | Darsteller      | Synchronsprecher       |
| ------------------------- | --------------- | ---------------------- |
| Jack Beauregard           | Henry Fonda     | Ernst Wilhelm Borchert |
| Nobody                    | Terence Hill    | Thomas Danneberg       |
| Sullivan                  | Jean Martin     | Klaus Miedel           |
| John                      | R. G. Armstrong | Martin Hirthe          |
| Anführer der Wilden Horde | Geoffrey Lewis  | Joachim Kemmer         |
| Don John                  | Marc Mazza      | Gerd Martienzen        |
| Sheriff                   | Piero Lulli     | Arnold Marquis         |

## DVD-Veröffentlichung
Der Film erschien zusammen mit Nobody ist der Größte 2005 als in Bild und Ton komplett restaurierte Version auf DVD. Dabei handelt es sich erstmals um eine vollständige Fassung mit vollständigem Bildausschnitt und allen bis dahin fehlenden Szenen. In Italien erschien im April 2009 eine Fassung auf Blu-ray Disc in voller 1080p-Auflösung. Diese enthält jedoch nur die italienische Tonspur. Zwei Jahre nach Mein Name ist Nobody kam der Film Un Genio, Due Compari, Un Pollo in die Kinos, der vom deutschen Verleih den Titel Nobody ist der Größte erhielt. Leone griff in diesem Film erneut auf den Nobody-Charakter zurück, verlegte jedoch die Handlung in die Zeit der Indianerkriege und gab der Hauptrolle den Namen Joe Thanks. In Anlehnung an das Nobody-Wortspiel des ersten Films wird hier mit dem Doppelsinn des Nachnamens Thanks gespielt, was allerdings in der deutschen Synchronfassung weitgehend verloren geht, so dass für den deutschen Zuschauer die Verbindung beider Filme zueinander nur durch den Verleihtitel hergestellt zu werden scheint.

## Kritiken
„Man albert flott.“

„Mißglückter Versuch, aus Hollywood-, Italo- und Klamaukwestern eine neue Variante zu schaffen.“

„Es wird zugeschlagen, daß die Abenteurerherzen hüpfen.“

Die Filmbewertungsstelle Wiesbaden verlieh der Produktion das Prädikat wertvoll.